# Jonatan Hellvig
Jonatan Anders Hellvig, född 5 oktober 2001 på Lidingö, är en svensk beachvolleybollspelare. Tillsammans med David Åhman har han vunnit flera internationella titlar, som OS 2024, två senior-EM samt flera ungdomsmästerskap på europeisk och global nivå.

## Bakgrund
Hellvig är uppvuxen i en beachvolleyball-familj: hans föräldrar träffades på en turnering och även hans äldre syster Hanna Hellvig spelar på elitnivå. Fram till gymnasieåldern ägnade han sig dock främst åt fotboll. Eftersom hans äldre syster studerade vid Ållebergsgymnasiet i Falköping, som är riksidrottsgymnasium för volleyboll, bestämde sig Jonatan för att söka in. Han hade då aldrig spelat volleyboll organiserat. Han kom in på skolan och började tidigt att spela beachvolleyboll.

## Juniorkarriär
Han spelade (som vänsterspiker) med volleybollgymnasiets lag  RIG Falköping i Elitserien i volleyboll. Han spelade med U18- och U20-landslagen vid kvalen till respektive åldersgrupps EM 2018, dit dock inget av lagen lyckades kvalificera sig. I beachvolley spelade han tillsammans med Gustav Molin vid bl.a. Junior-SM 2017 och 2018.
Hellvig parades ihop med David Åhman av Rasmus Jonsson inför ungdoms-OS 2018. Deras första turnering tillsammans var Aydin Open, en enstjärnesturnering som var del av FIVB Beach Volleyball World Tour 2018. De vann sedan Youth Continental Cup, den turnering som användes för kval till ungdoms-OS, och kvalificerade sig därigenom som första svenska beachvolleylag till ungdoms-OS. Väl i ungdoms-OS tog de guld. De tilldelades senare lilla bragdguldet.
Tillsammans med Åhman fortsatte Hellvig att vinna turneringar. De vann U21-VM 2021 och har blivit europamästare i klasserna U18, U20 och U22.  De har också vunnit svenska mästerskapen 2020, 2021 och 2022.

## Seniorkarriär

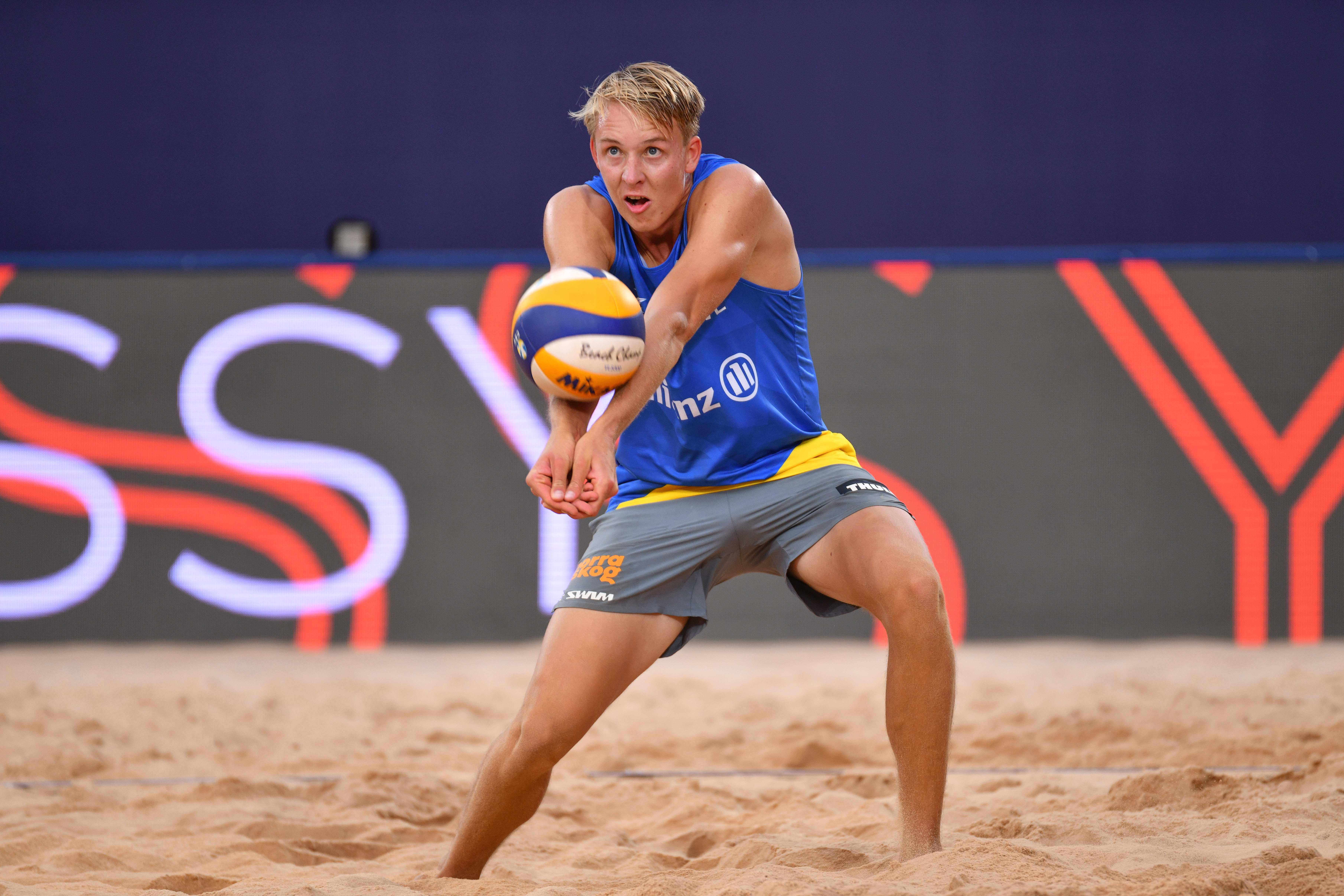
Jonatan Hellvig under en match vid EM 2022.

Hellvig och Åhman vann de 22 maj 2022 för första gången (och som första svenska lag) en tävling på Volleyball World Beach Pro Tour (den serien var då nystartad, men inget svenskt lag hade heller vunnit en tävling som ingick i dess föregångare FIVB Beach Volleyball World Tour). Tävlingen var på Challenge nivån (den näst högsta av tre nivåer på touren). De vann sitt första seniormästerskap 21 augusti 2022 då de vann EM 2022. På vägen till segern slog de norska favoriterna Anders Mol och Christian Sørum i semifinalen innan de slog Ondřej Perušič och David Schweiner i finalen De försvarade titeln 2023 genom att besegra Leon Luini och Yorick de Groot i finalen. I VM 2023 nådde de final, där de förlorade mot Perušič och Schweiner. De fortsatta spelet på touren 2023 och 2024 var såpass framgångsrikt att paret i april 2024 för första gången toppade världsrankingen, sex år efter att de först parades ihop som ett lag. De vann OS 2024 genom att besegra Nils Ehlers och Clemens Wickler i finalen. 
Paret tränas av Rasmus Jonsson och Anders Kristiansson. De har en spelstil som går ut på att spelaren som får andrabollen ska få den såpass lagom högt, och lagom nära nät, att den utöver att kunna passa sin medspelare även har möjlighet att anfalla direkt. Detta spelsätt har kommit att revolutionera beachvolleybollen och har i volleybollvärlden kommit att kallas för ”swedish jumpset”. Paret är ett av de kortare på världstouren: Hellvig är 194 centimeter lång och Åhman är 190 centimeter.
Hellvig har två systrar som spelar volleyboll på elitnivå: Hanna Hellvig spelar med Sveriges damlandslag i volleyboll, medan Agnes Hellvig spelar med Sveriges damjuniorlandslag i volleyboll. Vid sidan av idrottandet läser han vid Kungliga tekniska högskolan.